# Legend of Hollywood
Legend of Hollywood (Brasil: A Lenda de Hollywood ) é um filme de drama e romance dos Estados Unidos de 1924, dirigido por Renaud Hoffman, com roteiro escrito por Alfred A. Cohn, baseado na curta história de mesmo nome escrito por Frank Condon.

## Elenco
- Percy Marmont ... John Smith
- Zasu Pitts ... Mary Brown
- Alice Davenport ... Mrs. Rooney
- Dorothy Dorr ... Blondie
- John T. Prince (não creditado)